# NGC 6212
NGC 6212 este o seyfert 1 galaxy⁠(d) situată în constelația Hercule. A fost descoperită în 1870 de către Édouard Stephan⁠(d). Se află la o distanță de 129,98 de megaparseci de Pământ.